# Valinhos
Valinhos é um município brasileiro do estado de São Paulo. Sua população em 2024 conforme estimativa do IBGE era de 131 277 habitantes. O município está localizado, estrategicamente, na Região Metropolitana de Campinas. 
Conhecida como a Capital do Figo Roxo, Valinhos é hoje também lembrada pela grande produção de goiaba. A cidade é considerada a melhor cidade do Brasil na categoria Indicadores Sociais, de acordo com pesquisa realizada pela Consultoria Austin Rating, para a 2ª edição do Anuário Melhores Cidades do Brasil 2022, da Revista Isto É. Os índices avaliados foram Qualidade de Vida, Educação, Saúde, Habitação, Responsabilidade Social, Atenção ao Jovem e Desenvolvimento Humano. Em 2015, na primeira versão da pesquisa, a cidade havia ficado em 38º lugar.

## História
O primeiro marco na história de Valinhos registra a concessão de uma sesmaria a Alexandre Simões Vieira no dia 2 de dezembro de 1732, que foi outorgada pelo presidente de São Paulo, Antônio Luís de Távora, o conde de Sarzedas. Conta a história que Alexandre Simões Vieira abriu um caminho novo de Jundiaí aos Goiases, tendo como paragem um ribeirão chamado Pinheiros. Este trajeto novo tinha por objetivo substituir o então caminho da Vila de Jundiaí até a paragem chamada Campinas do Mato Grosso, por este ser ruim e muito longo. Até então, o caminho era conhecido como Estrada de Goiás e passou a ser bastante utilizado a partir de 1722, com a descoberta de ouro em Goiás.
O Pouso de Pinheiros, pelos registros históricos, foi o primeiro marco oficial de uma área dentro do atual município de Valinhos e teve existência quase centenária. Segundo o professor Mário Pires, em seu livro “Valinhos: Tempo e Espaço”, a localização deste Pouso provavelmente é o atual bairro Capuava, o qual o historiador considera a “célula mater” de Valinhos.
No período em que a sesmaria foi outorgada, Campinas ainda era chamada de bairro de Mato Grosso das Campinas, pertencente ao município de Jundiaí. No ano de 1741, Francisco Barreto Leme, juntamente com sua família, fixou-se na região e deu início a um povoado. Em 1774, o então bairro de Jundiaí foi elevado à categoria de Distrito e, em 16 de novembro de 1797, Campinas tornou-se município.
A partir daí, não se sabe precisar quando foi fundada a vila de Valinhos. Porém, na área onde está localizado o município hoje, já naquele período se constatava o desenvolvimento através de grandes fazendas. A fazenda Dois Córregos, hoje bairro Dois Córregos, pertenceu ao brigadeiro Luís António de Sousa Queirós, tido como o homem mais rico da capitania, que chegou a possuir, só em Campinas, dezesseis engenhos de açúcar, e ainda pertenceu a Joaquim Policarpo Aranha, barão de Itapura, também abastado fazendeiro em Campinas.
Outro evento importante foi a epidemia de febre amarela que arrasou Campinas no ano de 1889. Segundo cálculos feitos àquela época, a população de Campinas, que era de vinte mil pessoas, foi reduzida a quatro mil. Não que a maioria tenha morrido, mas sim que muitos, com medo da doença, fugiram da cidade.
Em abril daquele ano, a então Valinhos foi palco de uma importante reunião da Câmara Municipal de Campinas, que cobrou do governo Provincial a convocação da Assembleia Legislativa para que a mesma, em sessão extraordinária, tomasse providências sobre o saneamento da cidade visando evitar novas epidemias.
Embora não tenha sido atingida pela epidemia em 1889, Valinhos não escaparia da febre amarela. No ano seguinte, uma nova epidemia, dessa vez em menor proporção, atingiu Campinas e alcançou Valinhos, Rebouças (hoje Sumaré), Santa Bárbara e Boa Vista, entre outras.
Em função da epidemia da febre amarela de 1889, a Sexta Secção Eleitoral de Campinas foi transferida para Valinhos, onde muitos dos campineiros buscaram refúgio, desenhando o futuro distrito. No ano de 1893, o Diário Oficial do estado do dia 1º de setembro publicou, em sua página 7840, dentro do Expediente da Secretaria dos Negócios da Justiça, ato de criação do “Distrito Policial de Valinhos”.
O tráfego ferroviário pela Companhia Paulista de Estradas de Ferro de Jundiaí a Valinhos teve início em 28 de março de 1872. Com a precariedade das estradas, as cargas sendo transportadas no lombo de mulas e burros, os trens passaram a ter grande importância, servindo inicialmente para o transporte das sacas de café em grãos, com destino ao Porto de Santos.

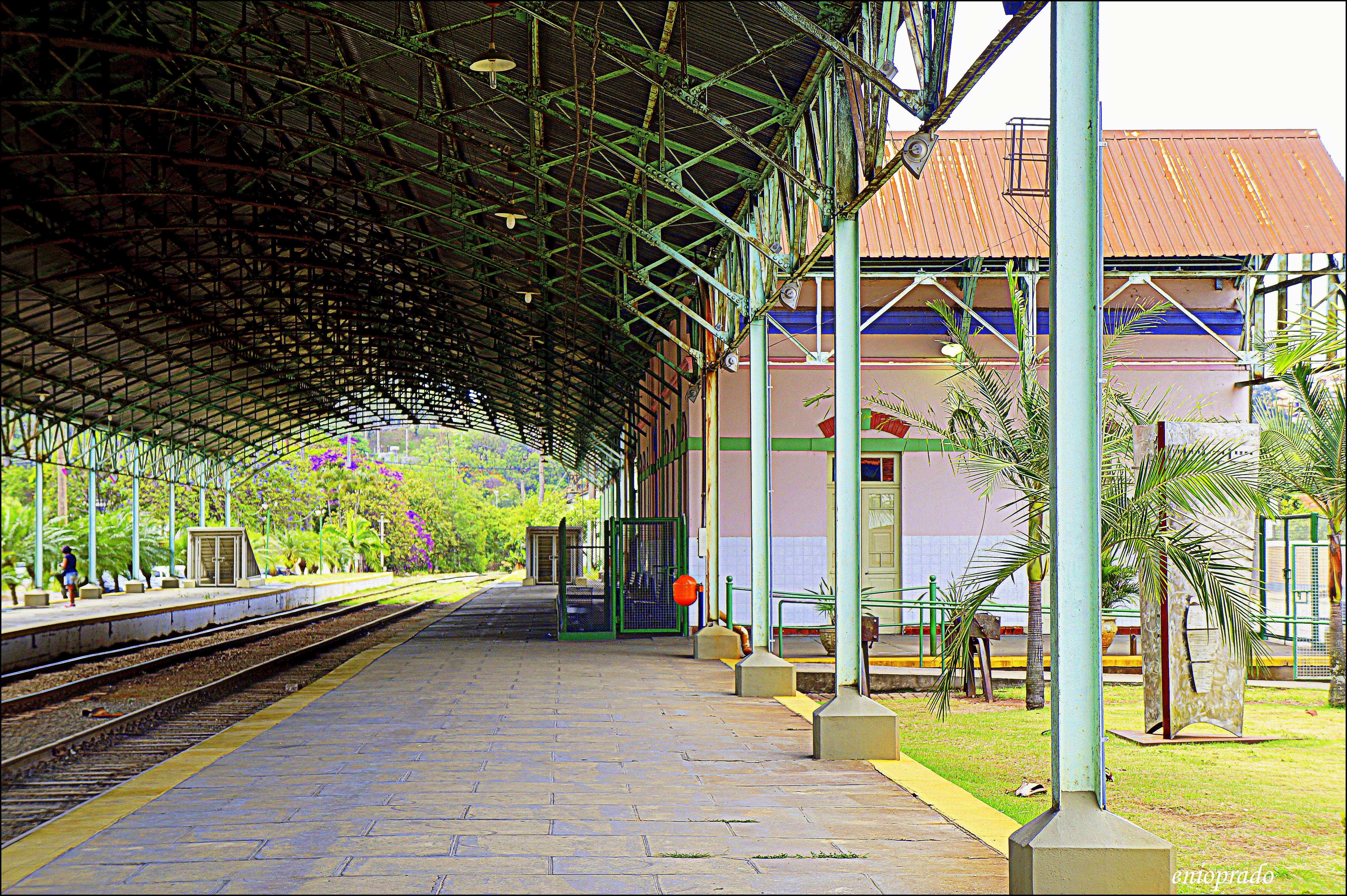
Estação ferroviária de Valinhos.

Conforme relato do historiador Benedito Otávio, em 1907, ao inaugurar-se a Cia. Paulista, o tráfego ainda era pequeno na Vila de Valinhos, crescendo após a lei de 13 de maio de 1888, que extinguiu a escravidão. Com a abolição, havia falta de mão de obra e os primeiros imigrantes italianos começaram a chegar em 1888, dando um novo impulso à agricultura.
As inúmeras fazendas cafeeiras, que proliferavam em toda a região, motivaram a construção da ferrovia. Em 28 de maio de 1896, a pequena, mas próspera vila de Valinhos foi elevada à categoria de Distrito de Paz, que utilizava as mesmas divisas do Distrito Policial, criado em 1893, para definir os limites do novo distrito.
No dia 30 de dezembro de 1953, o governo do estado promulga a lei 2456, criando o município de Valinhos. A primeira eleição acontece no dia 3 de outubro de 1954, sendo eleito Jerônymo Alves Corrêa o primeiro prefeito, com 1832 votos. O município é oficialmente instalado no dia 1 de janeiro de 1955, quando tomam posse o prefeito e os 13 vereadores.

## Geografia

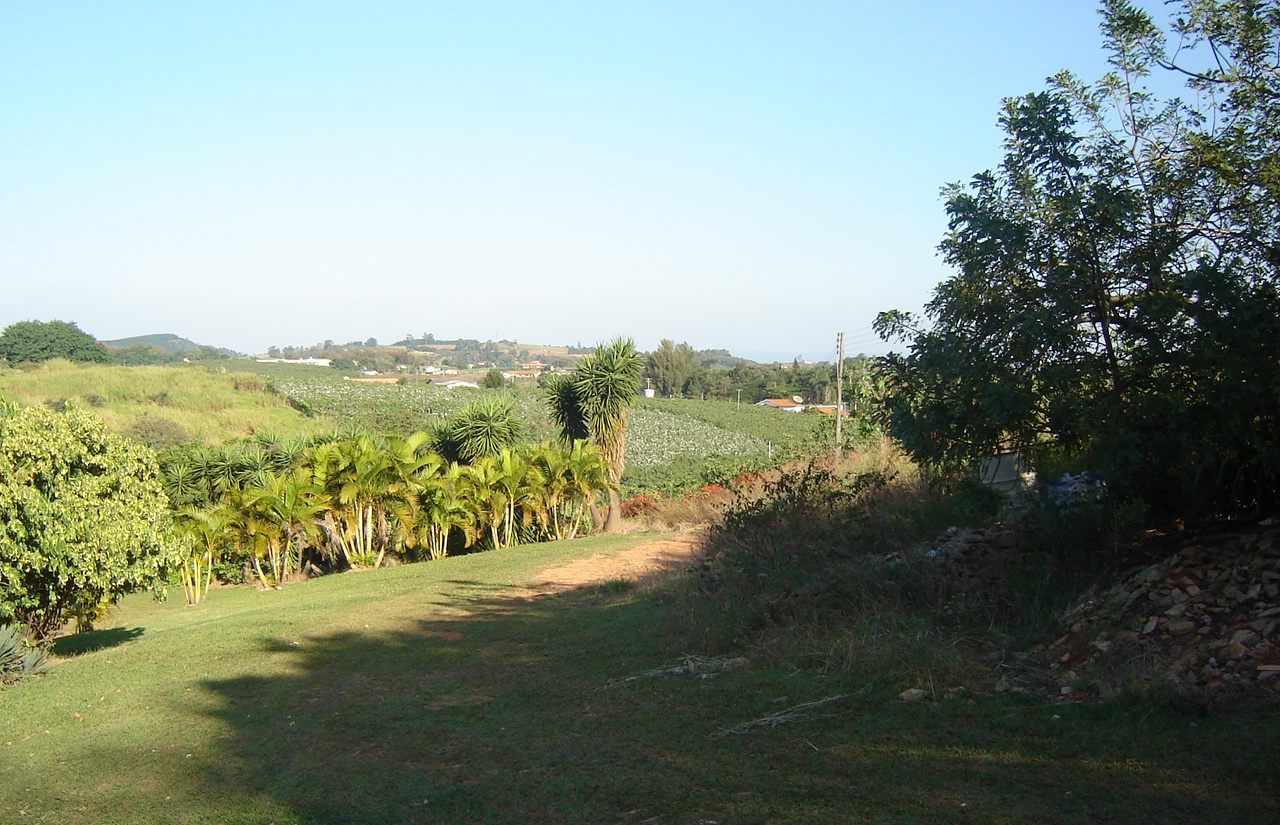
Zona rural de Valinhos.

Valinhos possui uma área de 148,538 km², dos quais 83 km² compõem sua área urbana, formando uma mancha descontínua com Campinas e Vinhedo, e 65,538 km² integram sua área rural, predominantemente localizada à oeste da Rodovia Anhanguera e na divisa com Itatiba.

### Topografia
O município se encontra na região geomorfológica do Planalto Atlântico, constituída predominantemente por rochas cristalinas pré-cambrianas e cambro-ordovicianas, cortadas por intrusivas básicas e alcalinas mesozoico-terciárias. Os sistemas de relevo característicos da área são os colinosos, com predominância de baixa declividade e topo aplainado, e os de morrotes, com declividades médias e altas. Os solos encontrados em Valinhos são os Argissolos Vermelho-Amarelos, que apresentam fertilidade química predominantemente baixa e grande susceptibilidade à erosão.

### Hidrografia

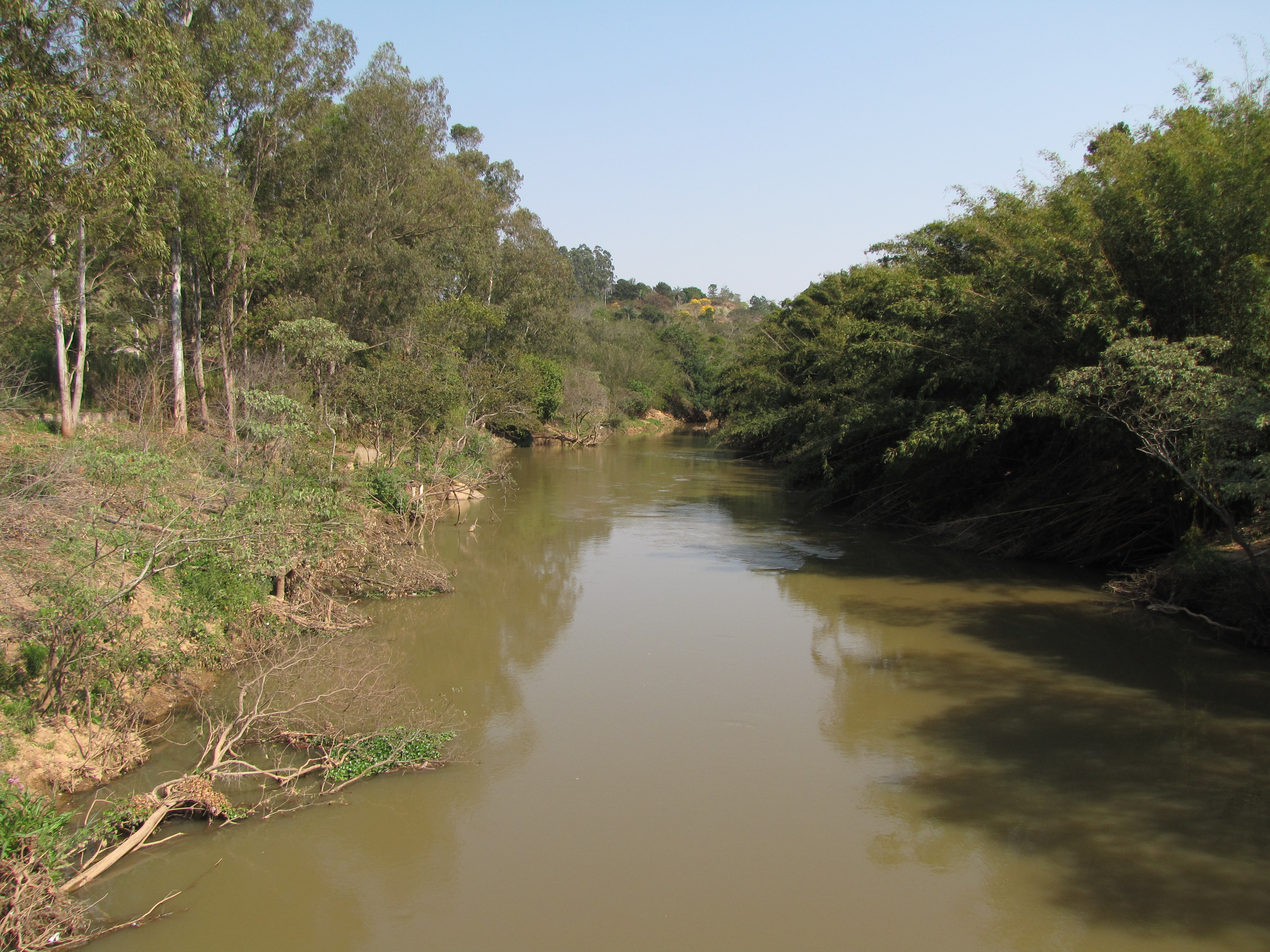
Rio Atibaia.

A rede hidrográfica do município é composta pelos rios Atibaia e Capivari, pelos ribeirões Pinheiros, Bom Jardim e Samambaia e pelos córregos da Invernada, da Santa Escolástica, Santana dos Cuiabanos, Dois Córregos e da Fazenda São Pedro. A gestão dos recursos hídricos está atrelada à Fundação Agência das Bacias PCJ, que abrange a Unidade de Gerenciamento de Recursos Hídricos (UGRHI) dos rios Piracicaba, Capivari e Jundiaí, sendo composta por 57 municípios.

### Clima
Valinhos tem o clima classificado como tropical de savana (Aw), pela Classificação de Köeppen, segundo o Centro de Pesquisas Meteorológicas e Climáticas Aplicadas à Agricultura (CEPAGRI), da Universidade Estadual de Campinas (Unicamp). A precipitação é irregularmente distribuída ao longo do ano, sendo o verão úmido e o inverno seco. De acordo com o Centro Integrado de Informações Agrometeorológicas (CIIAGRO-SP), desde março de 2000 a menor temperatura registrada em Valinhos foi de 1,8 °C em 18 de julho de 2000 e a maior atingiu 40,1 °C em outubro de 2020, nos dias 3 e 8. O maior acumulado de chuva em 24 horas alcançou 123,8 mm em 18 de fevereiro de 2003.
| Dados climatológicos para Valinhos | Dados climatológicos para Valinhos | Dados climatológicos para Valinhos | Dados climatológicos para Valinhos | Dados climatológicos para Valinhos | Dados climatológicos para Valinhos | Dados climatológicos para Valinhos | Dados climatológicos para Valinhos | Dados climatológicos para Valinhos | Dados climatológicos para Valinhos | Dados climatológicos para Valinhos | Dados climatológicos para Valinhos | Dados climatológicos para Valinhos | Dados climatológicos para Valinhos |
| Mês | Jan                                | Fev                                | Mar                                | Abr                                | Mai                                | Jun                                | Jul                                | Ago                                | Set                                | Out                                | Nov                                | Dez                                | Ano                                |
| --- | ---------------------------------- | ---------------------------------- | ---------------------------------- | ---------------------------------- | ---------------------------------- | ---------------------------------- | ---------------------------------- | ---------------------------------- | ---------------------------------- | ---------------------------------- | ---------------------------------- | ---------------------------------- | ---------------------------------- |
| Temperatura máxima recorde (°C) | 37,5                               | 39                                 | 36,6                               | 36,4                               | 33,7                               | 32,4                               | 33,4                               | 36                                 | 36,9                               | 40,1                               | 37,5                               | 37,9                               | 40,1                               |
| Temperatura máxima média (°C) | 30,1                               | 30,7                               | 30,8                               | 29,8                               | 26,2                               | 26,1                               | 25,7                               | 27,2                               | 28,9                               | 30,3                               | 29,7                               | 30,5                               | 28,8                               |
| Temperatura média (°C) | 24,7                               | 25                                 | 24,9                               | 23,6                               | 20,1                               | 19,5                               | 18,7                               | 20,3                               | 22,3                               | 24,1                               | 23,8                               | 24,7                               | 22,6                               |
| Temperatura mínima média (°C) | 19,3                               | 19,4                               | 19,1                               | 17,4                               | 14                                 | 12,9                               | 11,7                               | 13,4                               | 15,7                               | 17,8                               | 17,9                               | 18,9                               | 16,5                               |
| Temperatura mínima recorde (°C) | 11,8                               | 14,6                               | 14                                 | 10,6                               | 4,6                                | 4,2                                | 1,8                                | 5,8                                | 6                                  | 10                                 | 10,5                               | 12,2                               | 1,8                                |
| Precipitação (mm) | 283,6                              | 207                                | 174,8                              | 53,6                               | 68,5                               | 53,7                               | 46,6                               | 38,4                               | 42,6                               | 128,7                              | 193,8                              | 196,9                              | 1 488,2                            |
| Fonte: Centro Integrado de Informações Agrometeorológicas (CIIAGRO-SP) (climatologia: 2000-2020; recordes de temperatura: 25/03/2000-presente) |                                    |                                    |                                    |                                    |                                    |                                    |                                    |                                    |                                    |                                    |                                    |                                    |                                    |

### Aspectos urbanos

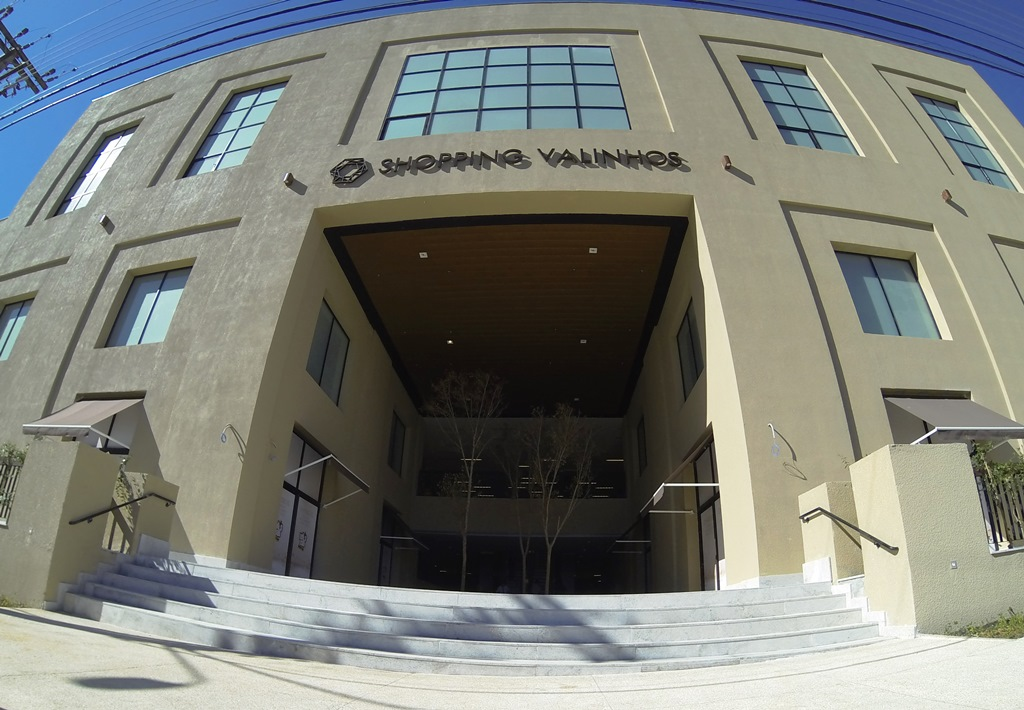
Entrada do Shopping Valinhos.

Nas décadas de 1960, 1970 e 1980, a urbanização de Valinhos ocorreu pelo parcelamento de áreas rurais para a implantação de chácaras de recreio, que deram ao município uma imagem de qualidade de vida. Essa imagem, associada à localização estratégica, contribuiu para que, a partir dos anos 1990, ocorresse a implantação de condomínios fechados de forma intensa. Estes passaram a caracterizar a cidade, atraindo uma população de maior poder aquisitivo e de melhor qualificação profissional proveniente de São Paulo e de outros municípios da Região Metropolitana de Campinas. Tal expansão provocou uma reestrutração urbana para atender a nova demanda por serviços, levando inclusive, à inauguração de um shopping no município em 2007, o qual conta com diversas lojas e 3 salas de cinema.

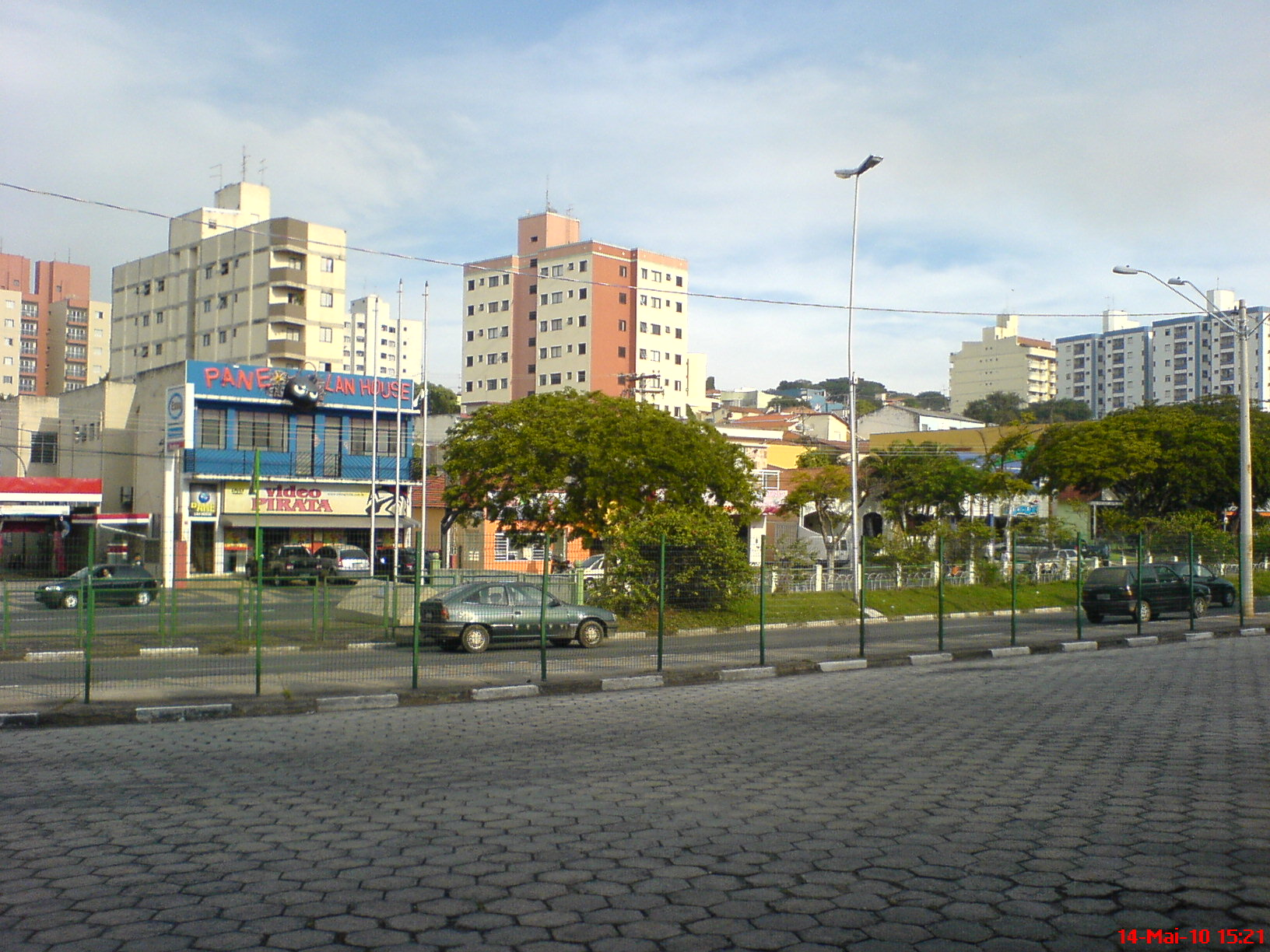
Aspectos urbanos de Valinhos.

A expansão dos condomínios fechados vem trazendo também implicações ambientais, pois a transformação de muitas fazendas e sítios de figo roxo, goiaba, caju e vinhedos diminui ano a ano a área permeável natural na zona urbana legal de Valinhos. Isso contribui para a ocorrência de enchentes em seus córregos e ribeirões, especialmente no Córrego da Invernada e no Ribeirão Pinheiros, com impactos importantes ao município e a seus munícipes.

### Rodovias

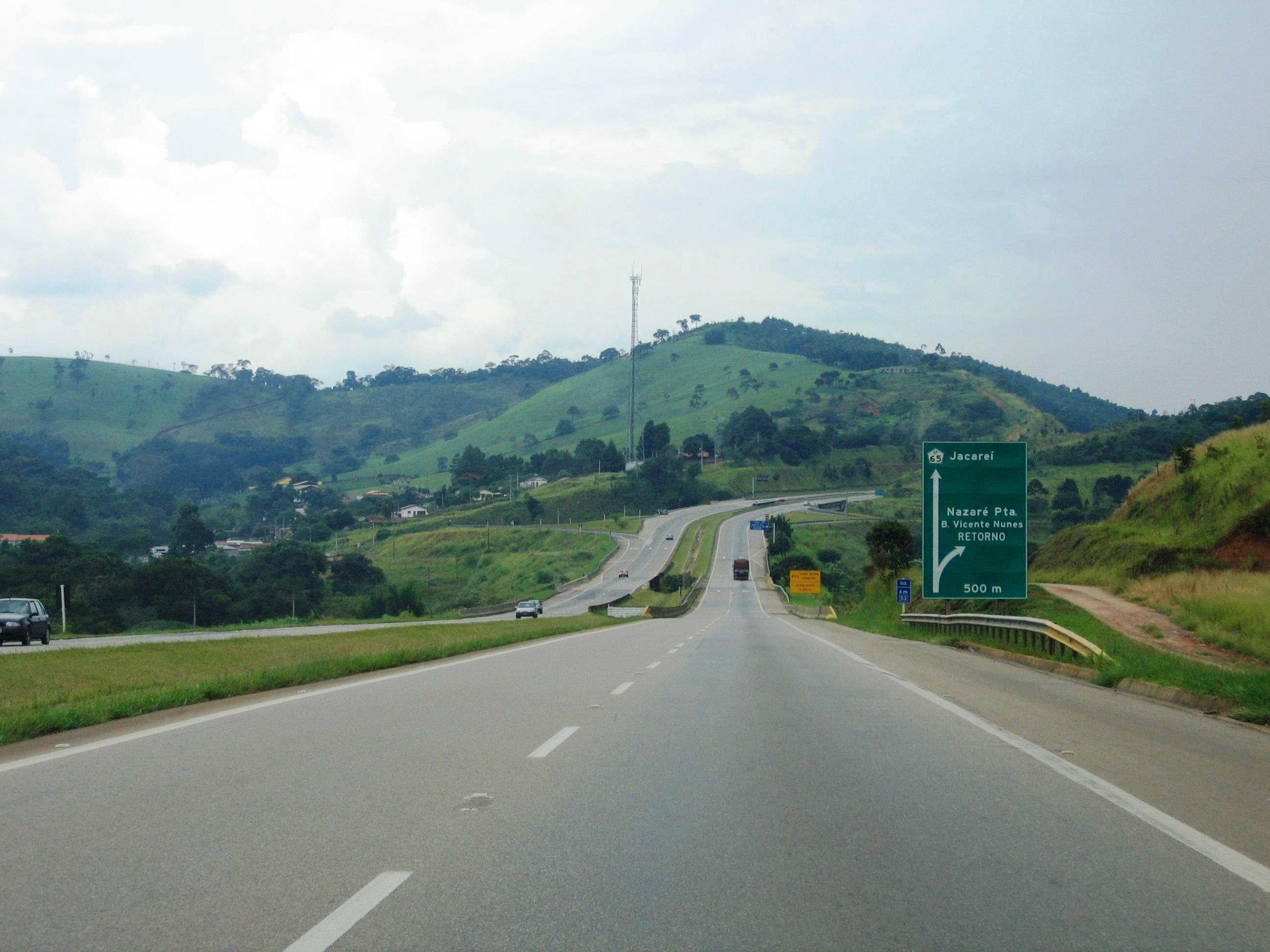
SP-065.

O município de Valinhos está cercado por amplo sistema viário de alta qualidade, tendo como eixos principais as seguintes rodovias:
- Rodovia Anhanguera para São Paulo e interior do estado
- Rodovia Dom Pedro I para Jacareí e São José dos Campos
- Rodovia José Roberto Magalhães Teixeira (Interligação entre as Rodovias: Anhanguera/Dom Pedro I e a Rodovia do Bandeirantes)
- Rodovia Francisco Von Zuben para Campinas
- Rodovia Visconde de Porto Seguro para Vinhedo, Louveira e Campinas
- Estrada Municipal dos Andradas para Vinhedo
- Rodovia dos Agricultores para Rodovia Dom Pedro I e Joaquim Egídio

### Ferrovias
O município é cortado por uma das mais importantes ferrovias do estado e do Brasil, a Linha Tronco da antiga Companhia Paulista de Estradas de Ferro, que o liga às cidades de Colômbia, Campinas e Jundiaí e que atualmente se encontra concedida ao transporte de cargas. O transporte de passageiros pela ferrovia cessou suas atividades no ano de 2001, porém a cidade já não era mais atendida pelos trens de passageiros de longa distância da antiga Fepasa desde 1978. Atualmente, a Estação Ferroviária de Valinhos abriga o Museu da Cidade, enquanto que o seu pátio ferroviário recebe o tráfego de trens cargueiros.

## Demografia

### Dados demográficos
O município de Valinhos é o sétimo mais populoso da Região Metropolitana de Campinas, atrás de Campinas, Sumaré, Indaiatuba, Americana, Hortolândia e Santa Bárbara d'Oeste. Sua densidade demográfica é de 718,70 hab/km².
Entre 2000 e 2010, a população de Valinhos cresceu a uma taxa média anual de 2,56% e a taxa de urbanização do município passou de 94,62% para 95,16%. No mesmo período, a taxa de envelhecimento da população aumentou de 6,49% para 8,14%.
A renda per capita média mais do que dobrou nas últimas duas décadas, passando de R$745,83, em 1991, para R$ 1.115,34, em 2000, e para R$ 1.570,91, em 2010. Isso equivale a uma taxa média anual de crescimento de 4%. A proporção de pessoas pobres, passou de 5,76%, em 1991, para 3,88%, em 2000, e para 1,17%, em 2010, evidenciando uma tendência decrescente.
Em 2010, a taxa de atividade da população economicamente ativa era de 71,93%. Dessas pessoas, 43,10% trabalhavam no setor de serviços, 20,43% na indústria de transformação, 13,31% no comércio, 6,07% no setor de construção, 3,24% no setor agropecuário, 0,75% nos setores de utilidade pública e 0,15% na indústria extrativa. Segundo a Fundação SEADE, com base em dados do Ministério do Trabalho e Emprego, em 2015, o setor de serviços já abrangia 50,51% dos empregos formais no município.
A mortalidade infantil em Valinhos era de 12,64% em 2010 e apenas 2,82% das crianças entre 6 e 14 anos estavam fora da escola. Eram vulneráveis à pobreza 5,9% dos moradores. Ainda no que se refere à vulnerabilidade social, em 2010, 96,94% da população residia em domicílios com banheiro e água encanada.
Considerando-se a população municipal de 25 anos ou mais de idade, em 2010, 3,72% eram analfabetos, 63,93% tinham o ensino fundamental completo, 48,86% possuíam o ensino médio completo e 21,25%, o superior completo.

### Movimentos Sociais
Em dezembro de 2012 foi fundado em Valinhos o Movimento Contra Passagem (MCP), que protagonizou na cidade a luta por um transporte público de qualidade, participando de grandes protestos no centro e na Câmara dos Vereadores e ajudando a construir as manifestações em Valinhos durante os Protestos no Brasil em 2013.

## Política e administração
Poder executivo

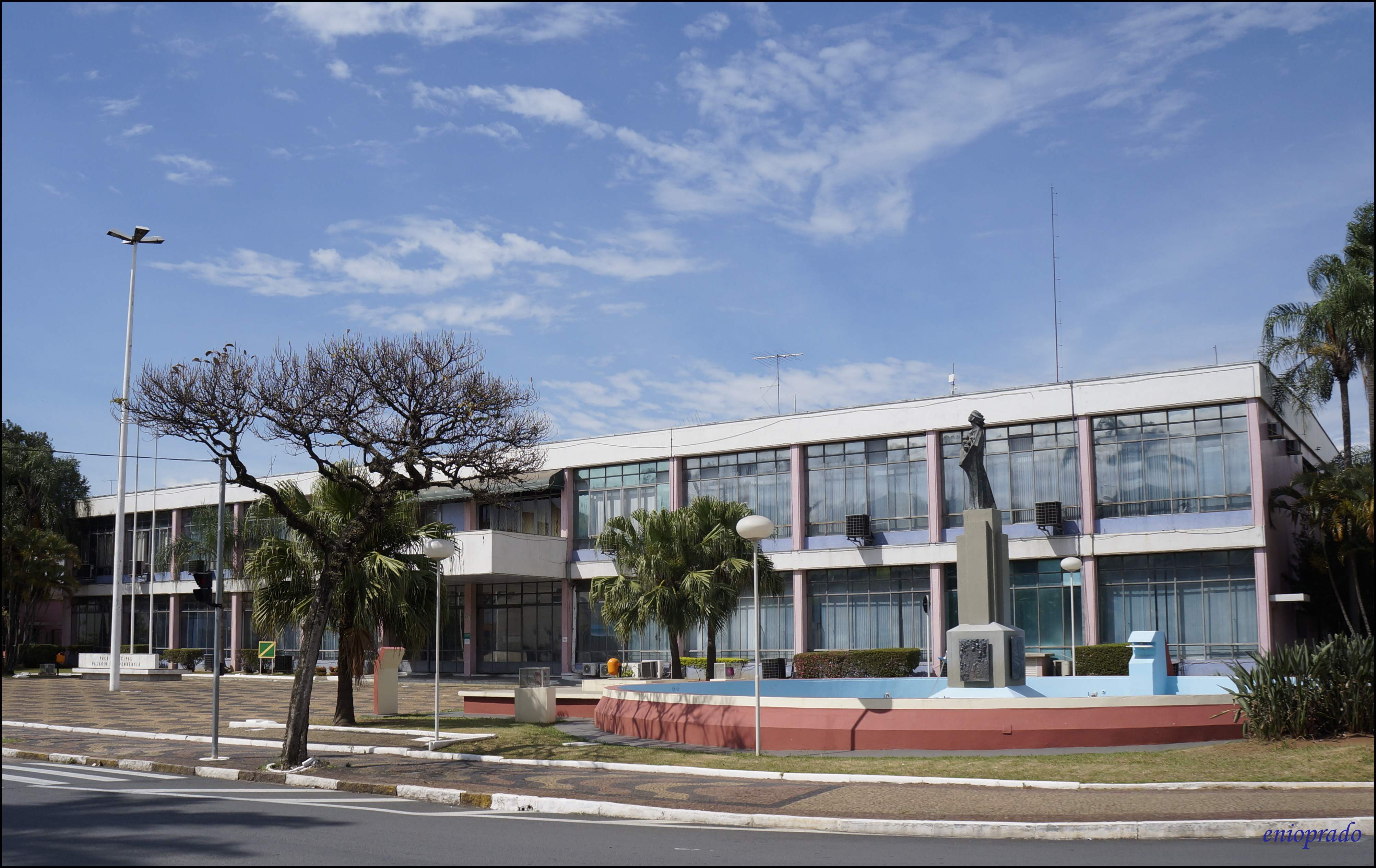
Paço Municipal de Valinhos.

A atual prefeita de Valinhos (2021-2024) é Capitã Lucimara (PSD) e o vice-prefeito é Osvaldo Rocco (PSD).
Os ex-prefeitos do município são:
- Jerônimo Alves Corrêa (1955-1958)
- José Spadaccia (1959-1962)
- Jerônimo Alves Corrêa (1963-1966)
- Vicente José Marchiori (1967-1969)
- Luiz Bissoto (1970-1972)
- Arildo Antunes dos Santos (1973-1976)
- Luiz Bissoto (1977-1982)
- Vitório Humberto Antoniazzi (1983-1988)
- Marcos José da Silva (1989-1992)
- João Moysés Abujadi (1993-1996)
- Vitório Humberto Antoniazzi (1997-2000),
- Vitório Humberto Antoniazzi (2001-2004)
- Marcos José da Silva (2005-2008)
- Marcos José da Silva (2009-2012)
- Clayton Roberto Machado (2013-2016)[36]
- Orestes Previtale (2017-2020)

Poder legislativo
A 16ª Legislatura do município de Valinhos (2017-2020) e a Mesa Diretora da Câmara Municipal para o período de 2017-2018, são compostas pelos seguintes vereadores:
| Nome                 | Partido | Situação/Função            |
| -------------------- | ------- | -------------------------- |
| Israel Scupenaro     | MDB     | Reeleito - Presidente      |
| Rodrigo Tolói        | DEM     | Reeleito - Vice Presidente |
| Edson Secafim        | PP      | 2º Vice Presidente         |
| Luiz Mayr Neto       | PV      | 1º Secretário              |
| Alécio Cau           | PDT     | 2º Secretário              |
| César Rocha          | REDE    | Reeleito - 3º Secretário   |
| Franklin Duarte      | PSDB    | Reeleito - 4º Secretário   |
| Rodrigo Fagnani Popó | PSDB    | Reeleito                   |
| José Henrique Conti  | PV      | Reeleito                   |
| Kiko Beloni          | PSB     | Reeleito                   |
| Gilberto Borges      | MDB     | Reeleito                   |
| Aldemar Veiga Júnior | DEM     | Reeleito                   |
| Roberson Salame      | MDB     |                            |
| Mauro Penido         | PSD     |                            |
| André Amaral         | PSDB    |                            |
| Dalva Berto          | MDB     |                            |
| Mônica Silva         | PDT     |                            |

## Economia

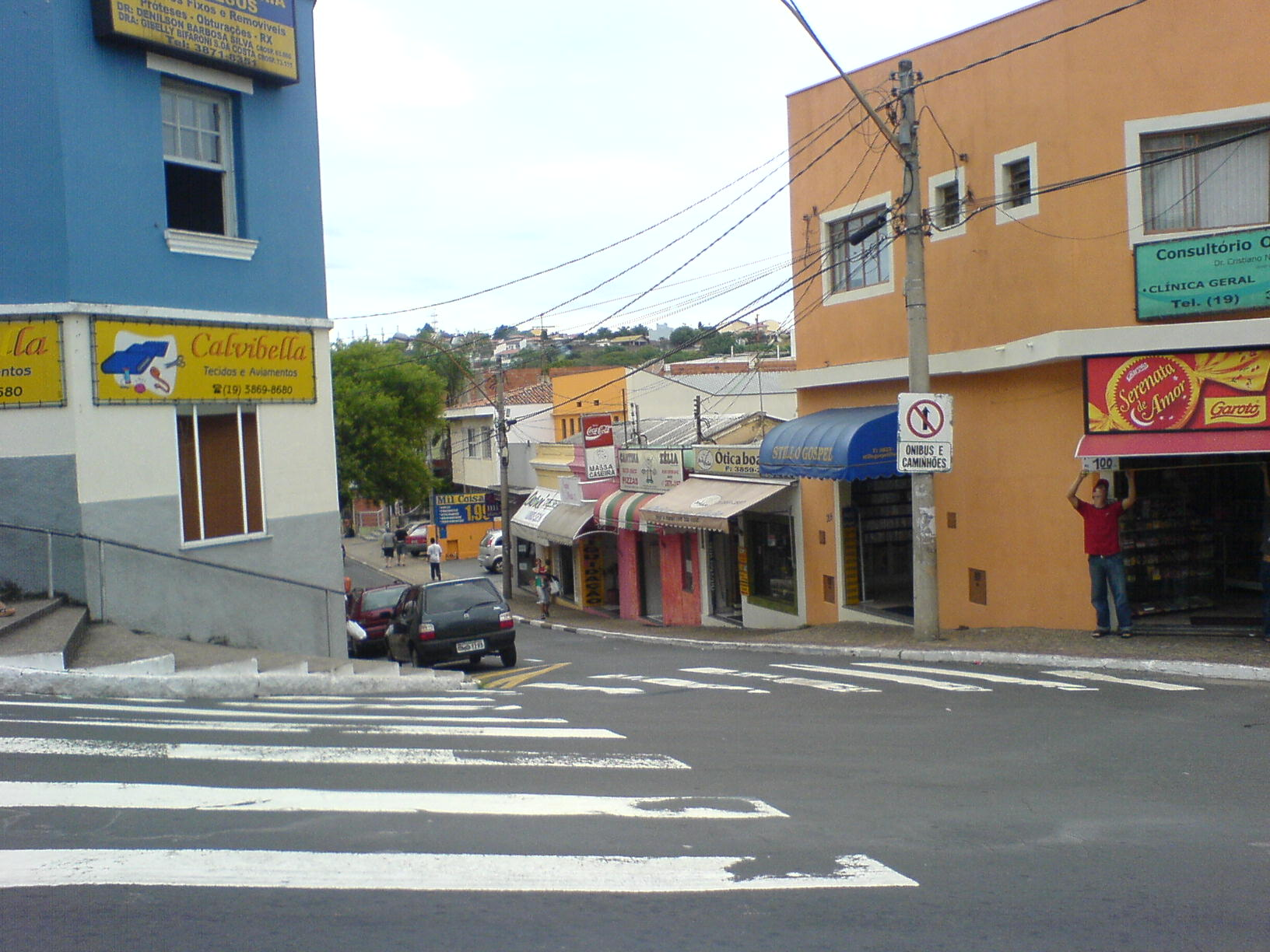
Rua comercial no centro de Valinhos.

O Produto Interno Bruto (PIB) de Valinhos era de 5.338.649,51 (em mil reais) e o PIB per capita de 46.319,12 (em reais), em 2014, segundo dados da Fundação SEADE. Na composição da participação no total do Valor Adicionado do município, os Serviços tinham 67,60%, a Indústria, 31,58%, e a Agropecuária, 0,83%.

### Indústria

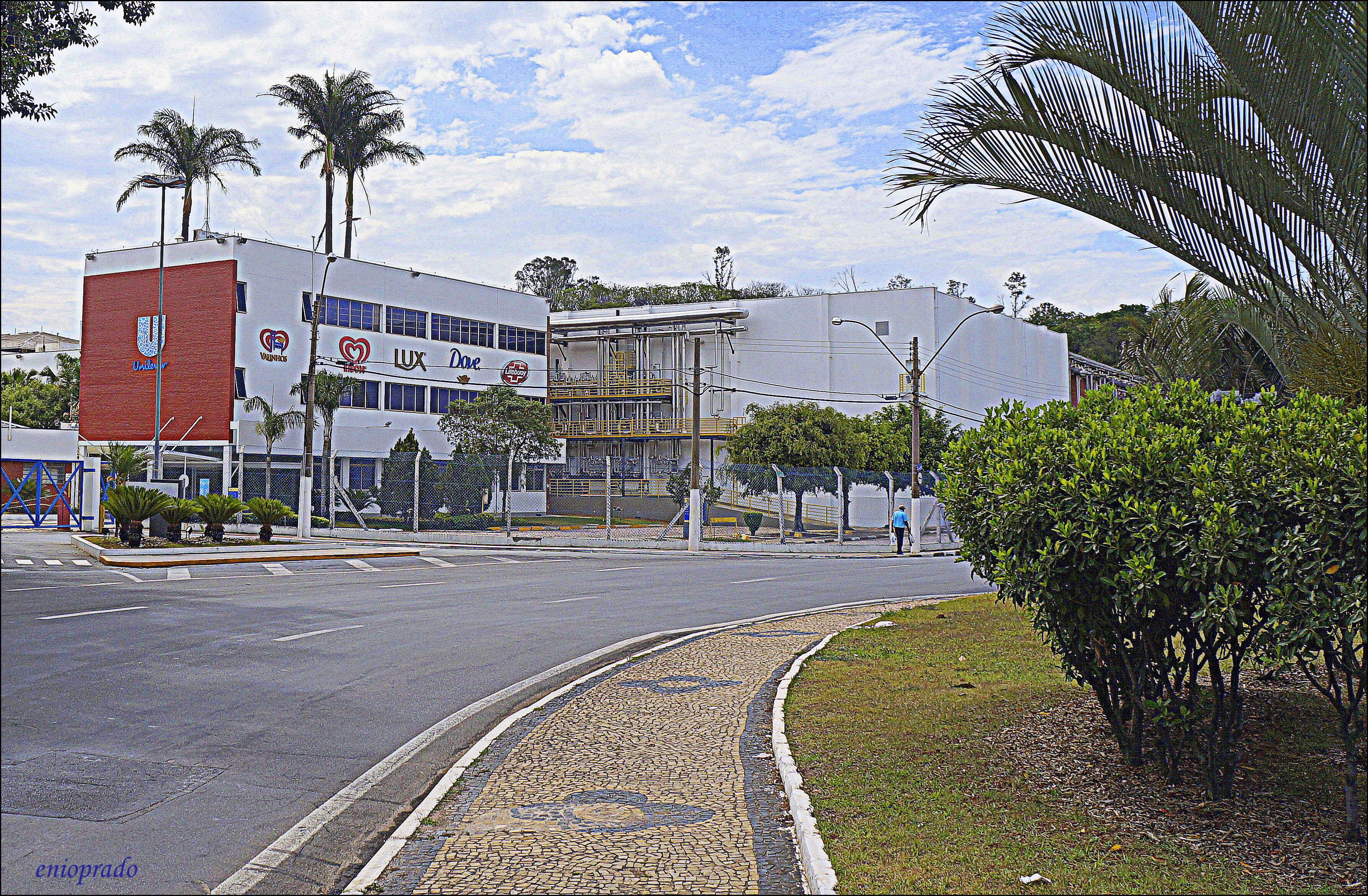
Unilever Valinhos, vista a partir da Avenida Gessy Lever.

Valinhos possui importantes indústrias, como Eaton, Chicago Pneumatic, Stampjet, Stärkx e Unilever (que até 2001 era denominada de Gessy Lever), cuja unidade na cidade decorreu da aquisição, em 1960, da valinhense Gessy pelos irmãos Lever. O nome da empresa do sapateiro veneziano José Milani tem origem no sabonete Gessy, que chegou ao mercado em 1913 e fez grande sucesso, passando depois a batizar toda uma linha de produtos de higiene pessoal e, em 1932, a própria fábrica transformada em Sociedade Anônima. Dada a importância da indústria para a cidade, Valinhos possui uma avenida denominada Gessy Lever.

## Infraestrutura

### Habitação
Em 2010, 99,16% da população residia em domicílios com água encanada, 99,98% com energia elétrica e 99,89% com coleta de lixo. O abastecimento de água alcançava 94,17% dos domicílios e o esgoto sanitário 92,43% destes.

### Transportes

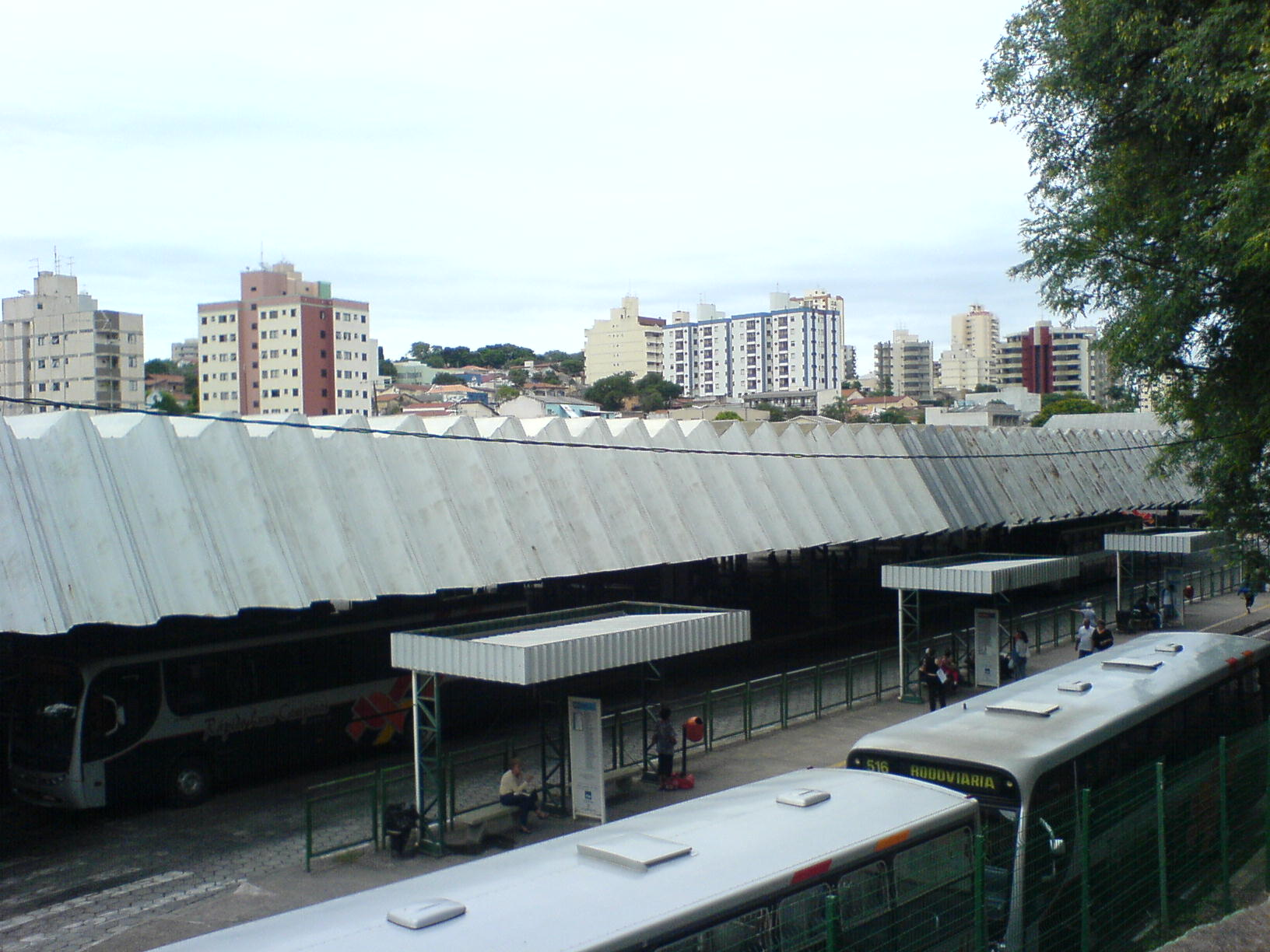
Rodoviária de Valinhos.

Valinhos possui uma frota estimada de mais de 72 mil veículos. O transporte público conta com 27 linhas de ônibus municipais, que são operadas pela empresa Sancetur, que utiliza a marca SOU Valinhos em seus ônibus. Conta também com dez linhas de ônibus intermunicipais, gerenciadas pela EMTU.

### Comunicações
O sistema de telefones automáticos foi inaugurado na cidade em 1958 pela Cia. Telefônica de Valinhos. Já o sistema de discagem direta à distância (DDD) foi implantado em 1978 pela Telecomunicações de São Paulo (TELESP) com o código de área (0192).
Em 13 de maio de 1995 o código DDD da cidade foi alterado para (019), para padronização do sistema telefônico com a telefonia celular que estava sendo implantada em todo o estado. Valinhos foi a primeira cidade do interior do estado em que houve essa alteração.

### Saúde
A cidade conta com um hospital filantrópico (Santa Casa de Misericórdia), o qual é reconhecido por seus atendimentos em alta, média e baixa complexidade; um Centro de Especialidades (CEV) antigo Centro de Atendimentos de Urgências e Especialidades (CAUE), que é considerado um mini-hospital; uma Unidade de Pronto Atendimento (UPA); 13 Unidades Básicas de Saúde (UBS); uma farmácia pública, que distribui vários tipos de medicamentos; um centro público de fisioterapia; um laboratório de análise clínica; um Centro de Atenção Pisicossocial (CAPS); um Centro de Referência em Atendimento Psicossocial (CREAPs); uma Casa do Adolescente; um Centro Municipal de Atendimento Psicopedagógico e Fonoaudiológico (CEMAP); um Centro de Controle de Zoonoses; um Centro de Doenças Infectocontagiosas (CEDIC), um Centro de Testagem e Aconselhamento (CTA); um Centro de Especialidades Odontológicas (CEO). Valinhos conta ainda com o Hospital e Maternidade Galileo, que atende convênios.

### Educação
Valinhos conta com 57 escolas públicas (EMEBs, CEMEIs e Estaduais), 19 escolas particulares, 2 entidades assistenciais, 2 escolas técnicas (SESI e SENAI) e 1 faculdade da Anhanguera Educacional com doze cursos de graduação e 12 de pós-graduação.
Nos anos finais do ensino fundamental, Valinhos foi um dos 6 dentre os 20 municípios que integram a RMC que alcançaram ou ultrapassaram a meta do Índice de Desenvolvimento da Educação Básica (Ideb) em 2015. No ensino médio, destaca-se que a cidade possui as duas melhores instituições da Região Metropolitana de Campinas, segundo os resultados do ENEM 2015: o Colégio Visconde de Porto Seguro e o Colégio Etapa, ambas particulares e com unidades na capital São Paulo.

### Segurança
O Município conta com uma Guarda Municipal que trabalha de forma integrada com a Policia Militar e conta ainda com três delegacias de Polícia, sendo uma a Delegacia de Defesa da Mulher.

## Cultura e lazer

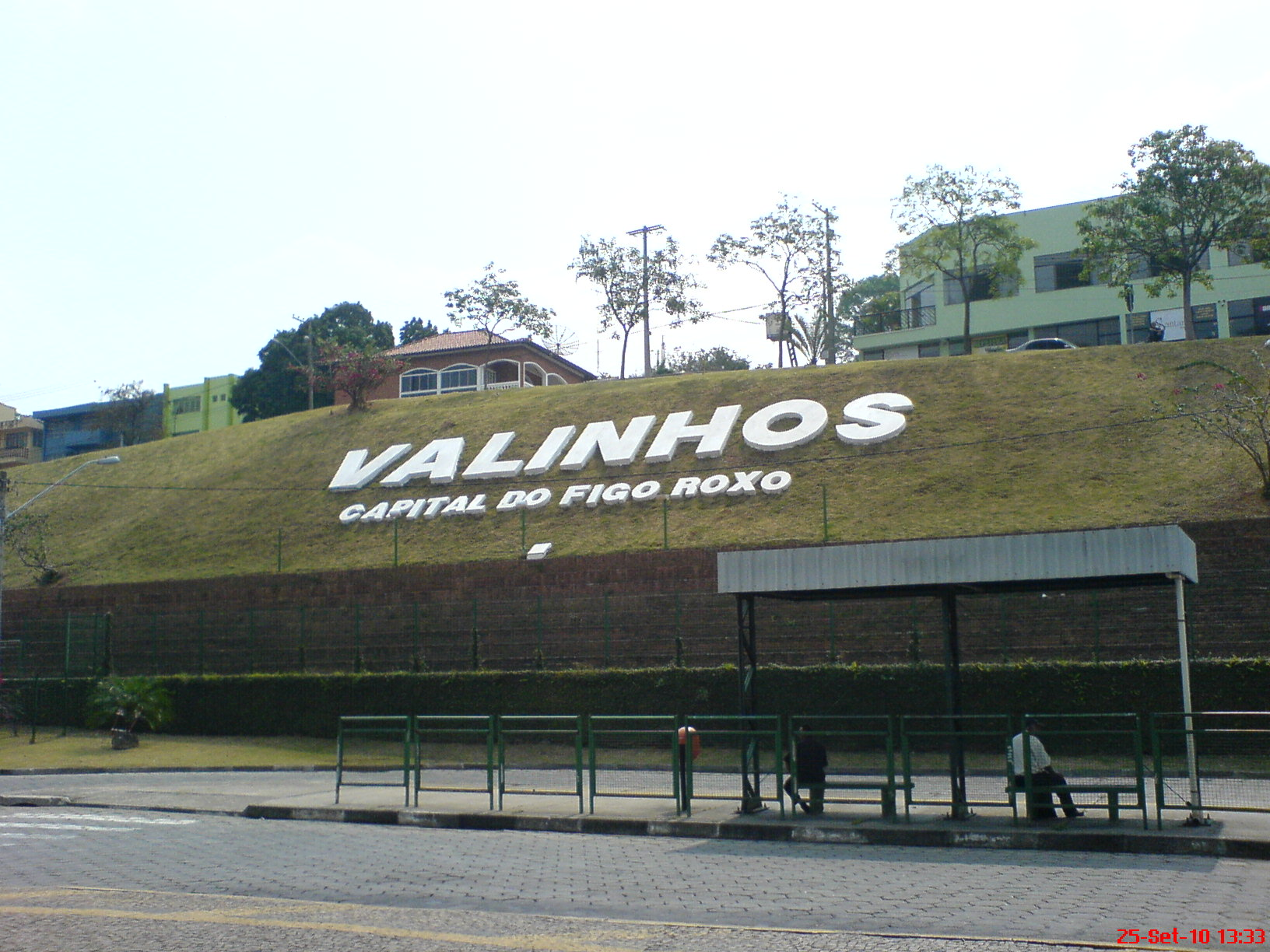
Valinhos, Capital do Figo Roxo - vista do Terminal Rodoviário.

Valinhos possui 2 grandes locais para eventos e shows. O primeiro e mais antigo é o Parque Municipal Monsenhor Bruno Nardini, onde é realizado anualmente a Festa do Figo e Expogoiaba. O parque oferece infraestrutura para comportar grandes shows. Um dos últimos shows da Banda Mamonas Assassinas foi realizado nesse local com a presença de 80 mil espectadores. Outro local utilizado para eventos culturais da cidade é o CACC (Centro de Artes Cultura e Comércio) “Adoniran Barbosa”, que fica ao lado da rodoviária. O CACC foi inaugurado em 16 de Agosto de 2008, após a recuperação da estrutura metálica existente ao lado da rodoviária, que ficou por mais de 10 anos abandonada. O local possui palco e camarins e é destinado a atividades culturais, religiosas, feiras e exposições.
O município conta ainda com o Centro Cultural 'Vicente Musselli' (antiga Casa da Cultura), que oferece diversos cursos gratuitos para os moradores nas áreas de dança, música e artes visuais e cênicas. Anualmente é organizado o Festival de Artes de Valinhos, com atividades desenvolvidas pelos alunos no Auditório Municipal, outro espaço cultural do município inaugurado em 2008, no antigo Cine Saturno.
Alguns artistas valinhenses receberam destaque recentemente. Em 2014, Alexandre Filiage pintou o painel da marquise do Parque Ibirapuera para o evento Viva a Mata 2014 - Encontro Nacional pela Mata Atlântica. Em 2015, a bailarina Nathália Lisiê Pozzuto Borelli e o professor e coreógrafo Danilo Coelho, ambos do Centro Cultural ‘Vicente Musselli’, embarcaram para Nova York para o ‘Valentina Koslova International Ballet Competition’, competição de ballet clássico e contemporâneo que reuniu bailarinos de 22 países, sendo que apenas 25 bailarinos do Brasil foram convidados a participarem deste evento, considerado um dos principais em todo o mundo.
Em 21 de fevereiro de 2025, a bailarina Nathália Lisiê Pozzuto Borelli, completou 25 anos ininterruptos, de Centro Cultural "Vicente Musselli", sendo uma das únicas, se não for a única aluna a estar todo esse tempo integrando o quadro de alunos e nesse meio tempo passou a ser integrante do Corpo de Baile.

## Turismo

### Fonte Sônia

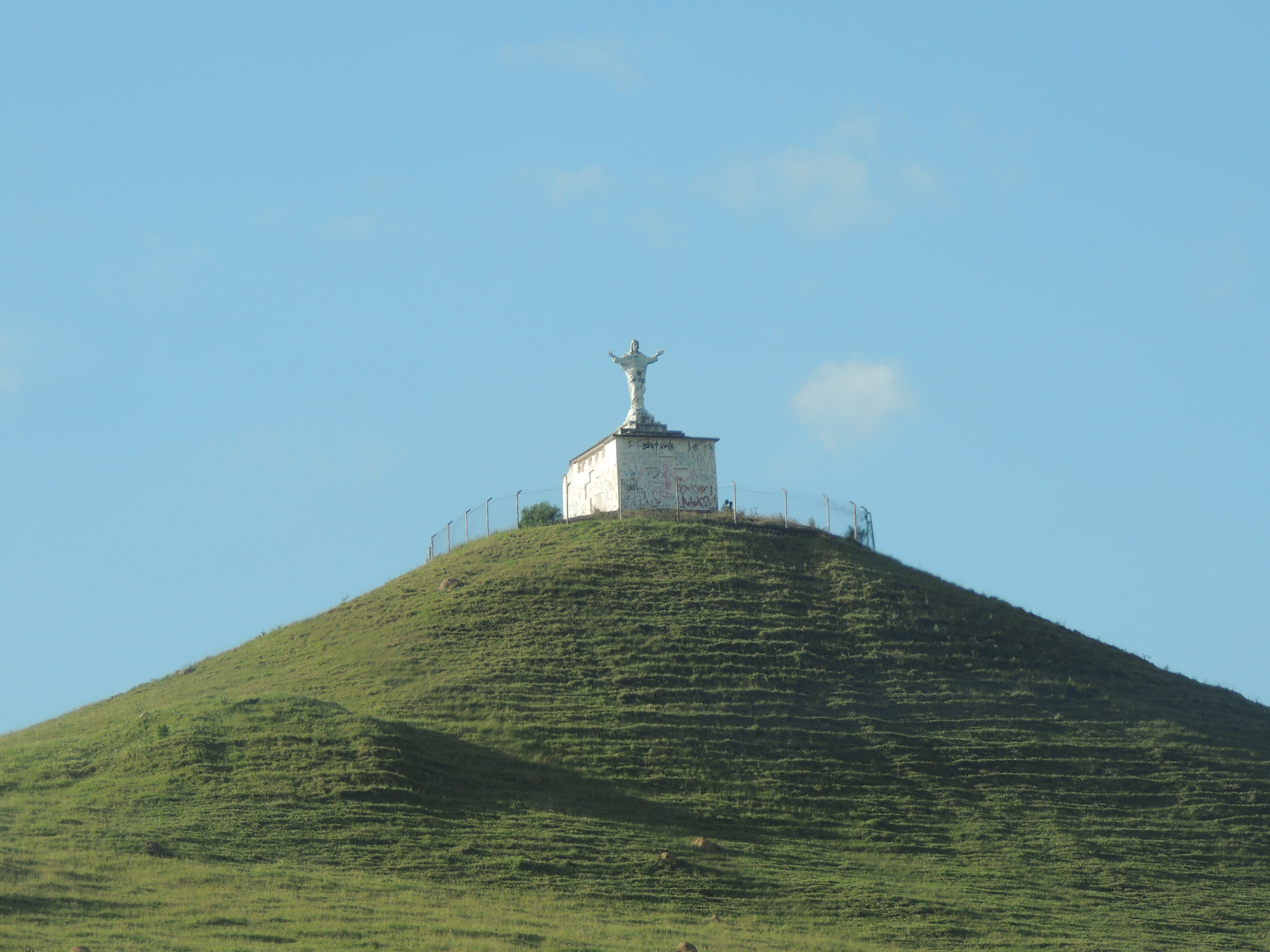
Estátua de Cristo localizada em um morro na Fonte Sônia.

O município de Valinhos segue sua vocação turística desde a década de 1920, quando o então prefeito de Campinas, Orozimbo Maia se torna proprietário da Fazenda Cachoeira e, em 12 de julho de 1921, inaugura a Fazenda Hotel Fonte Sônia. Comprovando as propriedades benéficas da água da fonte para os males dos rins, bexiga e outros órgãos e visando desfrutar financeiramente da descoberta, Maia transforma metade da casa da fazenda em hotel e dá início à produção comercial do líquido. A Fonte Sônia também ficou famosa pela produção de doces como figada e a goiabada e por suas belezas naturais, como as cascatas e matas nativas. Em 2013 ela foi fechada para visitação e entre 2015 e 2016 foi objeto de um projeto imobiliário.
Em vários momentos da história a imprensa valinhense levantou a questão da vocação do município para o turismo, sendo que o primeiro jornal de Valinhos, editado no ano de 1939 por Gedeão Menegaldo, trouxe um artigo com o título “Valinhos enquanto estância termoclimática”, que falou mais diretamente sobre esta vocação. No âmbito institucional, em 1996, o Instituto Brasileiro de Turismo (Embratur) concedeu a Valinhos o Selo de Cidade com Potencial Turístico.

### Festa do Figo e Expogoiaba

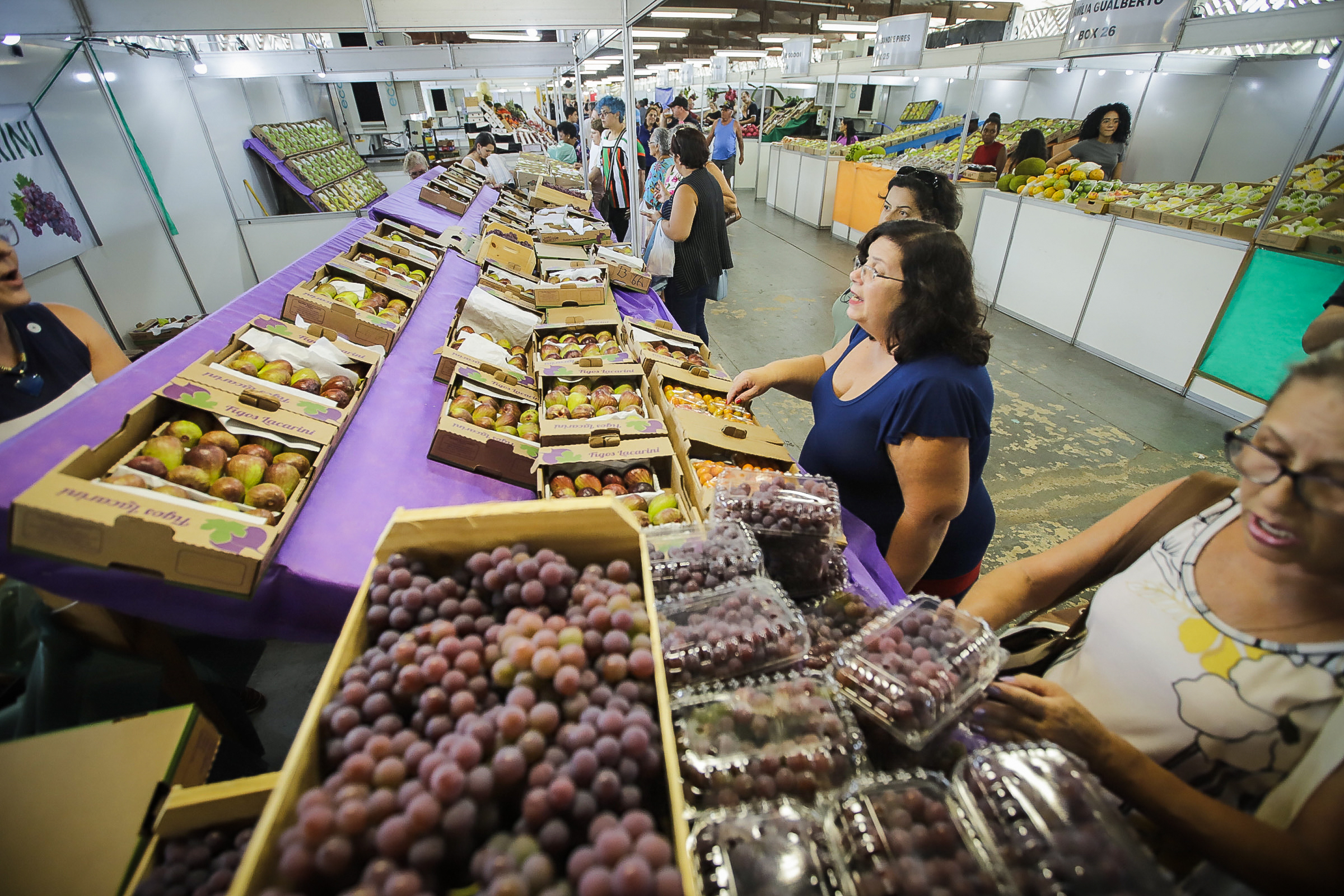
Exposição de frutas.

A tradicional festa recebe anualmente turistas de várias regiões do país, e já se consagrou como um dos maiores eventos culturais do Brasil. O evento possui entrada gratuita e recebe um público de cerca de 300 mil pessoas anualmente.
A Festa do Figo e Expogoiaba é realizada no Parque Municipal de Vendas e Exposições “Monsenhor Bruno Nardini”, e traz uma série de atrações e atividades: parque de diversão, mini shopping, praça de alimentação completa com restaurantes de comidas típicas, palco de shows, lanchonetes e barracas de alimentos. Já a barraca do Fundo Social de Solidariedade é ponto de parada obrigatória onde são servidos deliciosos alimentos típicos à base de figo e goiaba, tudo preparado pelas voluntárias do órgão.

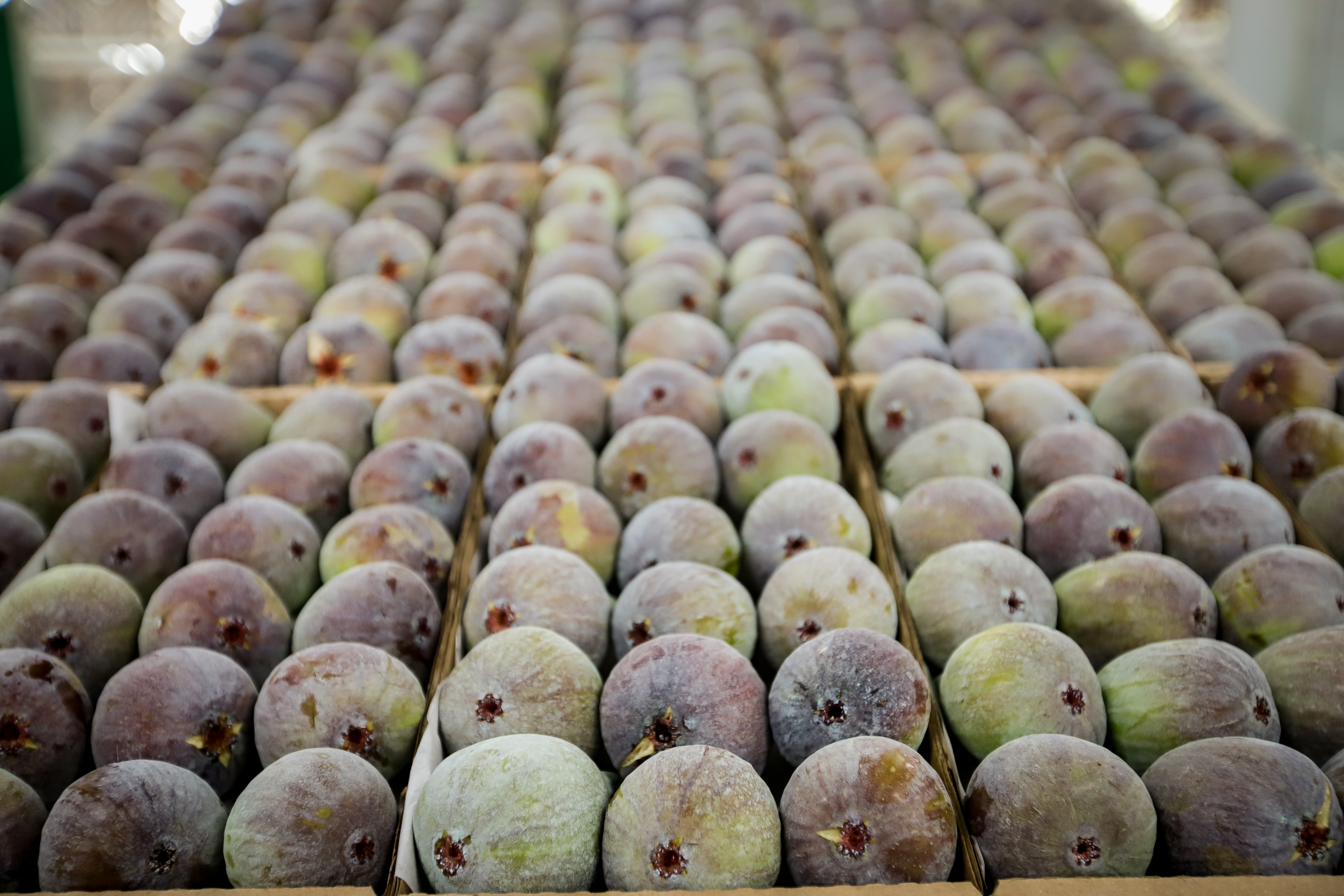
O tradicional figo roxo de Valinhos.

Os visitantes do evento contam com espaços destinados a venda de frutas, incluindo as deliciosas goiabas e figo roxo, podem apreciar exemplares das saborosas frutas em exposição, e até mesmo participar de leilões de caixas de frutas selecionadas. Entre as principais atrações, além dos grandes shows de artistas famosos, estão atrações musicais regionais e a famosa Tenda do Rock.

### Agroturismo
No final da década de 1990, produtores de frutas de Valinhos descobriram uma nova fonte de renda: o agroturismo. Ele é realizado na região dos bairros da Reforma Agrária, Macuco e Capivari e visa explorar o potencial turístico das mais de 400 chácaras produtoras de uma grande diversidade de frutas, além de valorizar o trabalho do homem do campo. Tal iniciativa está relacionada com a criação do Circuito das Frutas, que abrange os municípios de Atibaia, Indaiatuba, Itatiba, Itupeva, Jarinu, Jundiaí, Louveira, Morungaba, Valinhos e Vinhedo.

## Pessoas ilustres
- Adoniran Barbosa - compositor, cantor e ator. Nascido no dia 6 de agosto de 1910, Adoniran Barbosa foi um dos artistas mais consagrados e de referência no âmbito do samba, tendo feito história na cidade de São Paulo com a composição da música Trem das Onze. Faleceu em 23 de novembro de 1982.[58] [61]
- Carol Francischini - modelo
- Talytha Pugliesi - modelo

## Religião

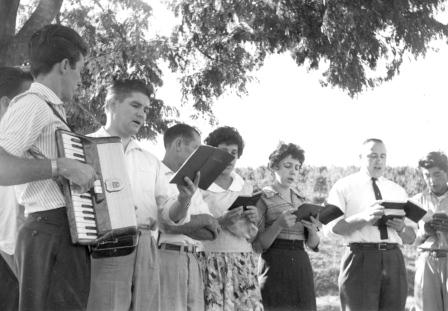
Pregação do Evangelho por missionários menonitas em Valinhos (c.1961).

De acordo com o Censo de 2010 do IBGE, 66% da população residente de Valinhos se declarou católica, 21,07% se declarou evangélica, 3,46% espírita e 9,47% se declarou de outras religiões ou sem religião.
O Cristianismo se faz presente na cidade da seguinte forma:

### Igreja Católica
Segundo divisão feita pela Igreja Católica, o município faz parte da Arquidiocese de Campinas. A primeira Matriz de Valinhos foi erguida devido a uma promessa do padre Franciso Manetta pelo término da epidemia de febre amarela que afligiu Campinas em 1889. Foi a proteção recebida pela cidade quando desse episódio que atingiu grande parte da população campineira, o motivo principal da escolha de São Sebastião para ser o seu padroeiro.

### Igrejas Evangélicas
- Igreja Evangélica Menonita.[66]
- Assembleia de Deus Ministério do Belém.[67][68]
- Congregação Cristã no Brasil.[69]
- Igreja Evangélica de Confissão Luterana no Brasil.[70]